# Jason Aldean
Jason Aldean (Macon, 28 februari 1977) is een Amerikaans countryzanger. Hij brak in 2005 door en had tientallen hits. Zijn grootste hits waren Big green tractor (2009), Dirt road anthem (2011), Take a little ride (2012) en Burnin' it down (2014). Zijn concerten zijn populair en worden door tienduizenden bezoekers bezocht.

## Biografie
Aldean werd in Macon in de staat Georgia geboren. Op zijn derde scheidden zijn ouders waardoor hij zijn kindertijd grotendeels bij zijn grootmoeder in Macon doorbracht. 's Zomers was hij vaak bij zijn vader die naar Homestead in Florida was getrokken.
Hij kwam al op vroege leeftijd in aanraking met countrymuziek en maakte als veertienjarige zijn debuut op een podium in zijn geboorteplaats. Korte tijd hierna deed hij geregeld mee aan talentenjachten. Nadat hij zijn school afrondde, werd zijn vader zijn manager en trad hij op in verschillende zuidelijke en oostelijke staten.
In 1996 financierde hij de opname van een cd met acht liedjes zelf. Hij nam hem op in Nashville en verkocht de cd's tijdens zijn optredens. Twee jaar later vertrok hij naar Nashville. Het succes bleef echter uit en hij dacht er in deze tijd over om te stoppen met de muziek. Toen vervolgens Broken Bow Records hem contracteerde, brak hij door met zijn album Jason Aldean. Naast een notering op nummer 6 van de countryhitlijst van Billboard, bereikte hij nummer 37 van de algemene Billboard 200. Al zijn volgende albums bereikten de topposities van de Amerikaanse hitlijsten.
Op 1 oktober 2017 was hij een van de hoofdacts tijdens een concert in Las Vegas, Nevada. Dit optreden werd noodlottig voor veel bezoekers, toen een schutter een bloedbad aanrichtte dat het grootste uit de moderne Amerikaanse geschiedenis werd. 60 bezoekers kwamen om het leven en 867 raakten gewond.

## Discografie

### Albums
| Jaar | titel               | Billboard 200 | Billboard Country |
| ---- | ------------------- | ------------- | ----------------- |
| 2005 | Jason Aldean        | 37            | 6                 |
| 2007 | Relentless          | 4             | 1                 |
| 2009 | Wide open           | 4             | 2                 |
| 2010 | My kinda party      | 2             | 2                 |
| 2012 | Night train         | 1             | 1                 |
| 2014 | Old boots, new dirt | 1             | 1                 |
| 2016 | They don’t know     | 1             | 1                 |

### Singles
| Jaar | titel                                            | Billboard Hot 100 | Hot Country Songs |
| ---- | ------------------------------------------------ | ----------------- | ----------------- |
| 2005 | Hicktown                                         | 68 (13 wk.)       | 10 (28 wk.)       |
| 2005 | Why                                              | 43 (20 wk.)       | 1 (32 wk.)        |
| 2006 | Amarillo sky                                     | 59 (20 wk.)       | 4 (32 wk.)        |
| 2007 | Johnny Cash                                      | 68 (14 wk.)       | 6 (26 wk.)        |
| 2007 | Relentless                                       | 15(8 wk.)         | 15 (23 wk.)       |
| 2008 | Laughed until we cried                           | 61 (9 wk.)        | 6 (36 wk.)        |
| 2009 | She’s country                                    | 29 (7 wk.)        | 1 (27 wk.)        |
| 2009 | Big green tractor                                | 18 (20 wk.)       | 1 (21 wk.)        |
| 2009 | The truth                                        | 40 (18 wk.)       | 1 (23 wk.)        |
| 2010 | Crazy town                                       | 51 (17 wk.)       | 2 (22 wk.)        |
| 2010 | My kinda party                                   | 39 (20 wk.)       | 2 (24 wk.)        |
| 2010 | Don’t you wanna stay met Kelly Clarkson          | 31 (31 wk.)       | 1 (23 wk.)        |
| 2011 | Dirt road anthem met Ludacris                    | 7 (11 wk.)        | 1 (29 wk.)        |
| 2011 | Tattoos on this town                             | 38 (7 wk.)        | 2 (23 wk.)        |
| 2012 | Fly over states                                  | 32 (20 wk.)       | 1 (23 wk.)        |
| 2012 | Take a little ride                               | 12 (4 wk.)        | 1 (21 wk.)        |
| 2012 | The only way I know met Luke Bryan & Eric Church | 98 (20 wk.)       | 5 (22 wk.)        |
| 2013 | 1994                                             | 52 (1 wk.)        | 10 (20 wk.)       |
| 2013 | Night train                                      | 57 (19 wk.)       | 9 (25 wk.)        |
| 2013 | When she says baby                               | 38 (19 wk.)       | 2 (26 wk.)        |
| 2014 | Burnin' it down                                  | 12 (20 wk.)       | 1 (26 wk.)        |
| 2014 | Sweet little somethin'                           | 71(2 wk.)         | 22 (6 wk.)        |
| 2014 | Two night town                                   | 76(1 wk.)         | 26 (4 wk.)        |
| 2014 | Tonight looks good on you                        | 46(15 wk.)        | 6 (25 wk.)        |
| 2014 | Gonna know we were here                          | 54(2 wk.)         | 5 (26 wk.)        |
| 2014 | Just gettin' started                             | 54 (18 wk.)       | 5 (24 wk.)        |
| 2016 | Lights come on                                   | 43 (1 wk.)        | 3 (26 wk.)        |
| 2016 | A little more summertime                         | 52(13 wk.)        | 6 (17 wk.)        |
| 2017 | Any ol’ barstool                                 | 52 (18 wk.)       | 5 (… wk.)         |
| 2017 | They don’t know                                  | 74 (18 wk.)       | 8 (… wk.)         |
| 2023 | Try that in a small town                         | 1 (20 wk.)        | 1 (22 wk.)        |

- Bibliothèque nationale de France: cb165541918 (data)
- Gemeinsame Normdatei: 1067978747
- International Standard Name Identifier: 0000 0000 4817 7084
- Library of Congress Control Number: no2006002619
- MusicBrainz: f24df11a-7e35-4979-a4db-a3b2a170ce27
- Nationale Bibliotheek van Tsjechië: xx0196188
- Virtual International Authority File: 14515651
- WorldCat: E39PBJcKDYFtyjGrb6W6Vffpfq